# 王中军
王中军（1960年11月30日—），又名王忠军，男，满族，北京人，中国娱乐业大亨，收藏家，油画家，北京松美术馆馆长（王中军私人美术馆），华谊兄弟传媒股份有限公司创始人及董事长。

## 生平
王中军出生于北京的一个军人家庭。童年时代因父属野战部队兵员，故常需随部队调防而搬迁。曾报考中央美术学院，但未能成功。
后来王中军于美国密歇根大学传媒专业毕业。此后又获得纽约州立大学大众传媒专业硕士学位。
1994年，他与其弟王中磊一同创立了华谊兄弟广告公司，持有该公司26.14%的股份。

## 个人生活
王中军喜爱收藏油画、雕塑、古董和奔驰等名车。他集中收藏的油画作品主要来自于艾轩、杨飞云、王沂东、袁正阳等当代名家。他个人经常创作建筑、风景、静物、人体等绘画作品。2013年在北京举行了名为《中军和他的朋友们》个人画展，展出了他创作的20幅油画。王中军在画展中表示：“我的画挂到朋友家里都是非常有冲击力的，马云、史玉柱、汪峰、还有宋丹丹都收藏我的画。”
2014年11月，王中军在纽约苏富比拍卖会以约3.77亿元人民币（5,500万美元落槌，加上佣金拍价合计为6,176.5万美元，是中国藏家海外竞拍西方艺术品中的最高拍价）拍下了梵高油画《雏菊与罂粟花》。2015年5月5日，王中军在纽约苏富比以1.85亿人民币拍下了毕加索于1948年创作的油画《盘发髻女子坐像》。
2016年5月15日，他在中国嘉德“大观——中国书画珍品之夜”专场拍卖中，以2.07亿买下北宋文学家曾巩唯一传世墨迹《局事帖》。
2016年，王中军画作《我不是潘金莲》拍出345万，早在2012年他就画出了两张布面油画，分别是80×60cm的《我不是潘金莲之一》和70×60cm的《我不是潘金莲之二》。